# Dobrá Voda u Hořic
Dobrá Voda u Hořic est une commune du district de Jičín, dans la région de Hradec Králové, en Tchéquie. Sa population s'élevait à 583 habitants en 2022.

## Géographie
Dobrá Voda u Hořic se trouve à 3 km au sud-ouest de Hořice, à 20 km à l'est-sud-est de Jičín, à 23 km nord-ouest de Hradec Králové et à 89 km à l’est-nord-est de Prague.
La commune est limitée par Bílsko u Hořic et Hořice au nord, par Třebnouševes à l'est, par Milovice u Hořic et Bašnice au sud, et par Lískovice, Ostroměř et Holovousy à l'ouest.

## Histoire
La première mention écrite de la localité date de 1395.

## Transports
Par la route, Dobrá Voda u Hořic se trouve à 3,6 km de Hořice, à 24 km de Jičín, à 26 km de Hradec Králové et à 114 km de Prague. 